# 괴산동헌
괴산동헌(槐山東軒)은 충청북도 괴산군 괴산읍에 있는 조선 초기에 세워진 관청건물이다. 1988년 9월 30일 충청북도의 유형문화재 제163호로 지정되었다.

## 개요
조선 초기에 세워진 관청건물로 여러 번 고쳐진 것으로 추정된다. 일제강점기 시대 이후 관청건물로 쓰이면서 고쳐져 그 원형을 잃었다. 최근까지도 괴산엽연초생산조합의 관사로 쓰였으나 1996년 보수할 때 동헌건물로 복원되었다.
규모는 앞면 4칸·옆면 2칸이고, 지붕은 옆면이 여덟 팔(八)자와 비슷한 팔작지붕의 목조건물이다.

## 참고 자료
- 괴산동헌 - 국가유산청 국가유산포털